# Jasus tristani
Jasus tristani är en kräftdjursart som beskrevs av Lipke Bijdeley Holthuis 1963. Jasus tristani ingår i släktet Jasus och familjen Palinuridae. IUCN kategoriserar arten globalt som livskraftig. Inga underarter finns listade i Catalogue of Life.